# Dietrich Mack (Dramaturg)
Dietrich Mack (* 1940) ist ein deutscher Autor und Filmproduzent sowie ehemaliger Dramaturg der Bayreuther Festspiele und Leiter der Hauptabteilung Fernsehfilm und Musik im Südwestrundfunk (SWR).
Nach dem Studium der Philosophie, Theater, Musik- und Kunstgeschichte in Köln und Wien wirkte Mack in den 1960er und 1970er Jahren als  Regieassistent, Dramaturg und Pressechef der Festspiele und späterer Mitherausgeber der Tagebücher von Cosima Wagner in Bayreuth.
Bis 2005 war er beim Südwestfunk (SWF) und dessen Nachfolger Südwestrundfunk (SWR) tätig. Als Produzent bzw. Redakteur verantwortete er Filme wie Lenz oder die Freiheit (1986), Allein unter Frauen (1991), Goebbels und Geduldig (2002) oder Heimat 3 – Chronik einer Zeitenwende. Mit der Fusion des SWF und SDR wurde Mack 1998 Leiter der Hauptabteilung Fernsehspiel und Musik des SWR. Die Leitung der Abteilung Film und Serie musste er 2002 abtreten. Seit 2005 ist er freier Autor und Producer. Daneben hatte er verschiedene Lehraufträge, beispielsweise an den Universitäten Erlangen und Mainz, an der Donau-Universität Krems und am Forschungsinstitut für Musiktheater der Universität Bayreuth.
Mack war 1970 bis 1975 mit Gudrun Armann verheiratet.

## Veröffentlichungen
- Ansichten zum Tragischen und zur Tragödie: ein Kompendium der deutschen Theorie im 20. Jahrhundert. München 1970.
- Bayreuther Festspiele: die Idee, der Bau, die Aufführungen. Verlag der Festspielleitung, Bayreuth 1974.
- Wagner: a documentary study. Comp. and edited by Herbert Barth, Dietrich Mack, Egon Voss. Preface by Pierre Boulez. Documents translated by P. R. J. Ford and Mary Whittal. Thames and Hudson, London 1975, ISBN 0-500-01137-0.
- Bayreuther Festspiele: die Idee, der Bau, die Aufführungen. 4. Auflage, ergänzt von Oswald Georg Bauer. Verlag der Festspielleitung, Bayreuth 1976.
- Ein Lustrum – Forschungsinstitut für Musiktheater der Universität Bayreuth Schloss Thurnau 1976-1981. Thurnau 1981.
- Wagners Frauen (= Insel-Bücherei 1373). Insel, Berlin 2013, ISBN 978-3-458-19373-9.